# KBS2
KBS2 är en sydkoreansk TV-kanal som ägs av Korean Broadcasting System. Det riktar sig främst till en yngre publik, med programinnehåll som utgörs av drama, underhållningsprogram och direktsänd sport.